# Ausländersteuer
Von Einkünften aus künstlerischen, sportlichen, artistischen, unterhaltenden oder ähnlichen Darbietungen natürlicher Personen, die in Deutschland keinen Wohnsitz oder gewöhnlichen Aufenthalt haben, wird die Einkommensteuer gemäß § 50a EStG im Wege des Steuerabzugs erhoben („Ausländersteuer“).

## Nachweise
Andri Jürgensen: Praxishandbuch Ausländersteuer. 2013. XX, 220 Seiten. 18 × 24 cm. Verlag Kunst Medien Recht. ISBN 978-3-937641-02-7.